# 小行星24140
小行星24140（24140 Evanmirts）是一颗绕太阳运转的小行星，为主小行星带小行星。该小行星于1999年11月发现。

## 轨道参数
小行星24140的轨道半长轴为332 030 318 km（2.2194540 UA），离心率为0.178。